# 博德姆 (明尼蘇達州)
博德姆（英語：Bodum）是位於美國明尼蘇達州伊善提縣伊善提鎮區的一個鬼鎮。

## 歷史
博德姆的郵局於1899年成立，其後於1903年停運。當地曾擁有一間雜貨店、一間乳製品工廠及一座冰窖。

## 地理
博德姆所處的海拔為高於海平面300米（即984英呎），而該地所採用的時區為UTC-6，即北美中部時區（CST）。同時該地設有夏令時間，為UTC-6調快一小時，即UTC-5（CDT）。